# Т-403 (тральщик, 1935)
«Т-403», «Груз», «БТЩ-403» — базовый тральщик проекта 3 типа «Фугас» Черноморского флота СССР, построен в Севастополе на Севморзаводе. Участвовал в Великой Отечественной войне. Торпедирован немецким катером и затонул 27 февраля 1943 года в районе Мысхако.

## Создание и постройка
Тактико-техническое задание на проект базового тральщика проекта 3 типа «Фугас» было утверждено в 1930 году. Эскизный проект был готов в 1931 году, технический — в 1932 году. Главным конструктором корабля был Г. М. Вераксо. Со стороны Военно-Морского Флота в создание проекта 3 и его модификаций большой вклад внесли В. С. Авдеев, А. Т. Ильичев, И. С. Савицкий. Постройка серии тральщиков была начата на Севастопольском морском заводе № 201 в 1932 году, в 1934 году к строительству дополнительно был привлечён Судостроительный завод имени А. А. Жданова в Ленинграде. Первые корабли проекта 3 вошли в состав флота в 1937 году. Четыре тральщика были включены в состав Балтийского флота и столько же в состав Черноморского флота.
Технические решения, принятые на кораблях проекта 3 были значительным шагом вперёд по сравнению с кораблями этого класса времен Первой мировой войны. Проект 3 послужил прототипом для совершенствования проектов 53, 53У и 58, которые вышли в значительно больших сериях. На тральщики этих проектов возлагались следующие задачи: разведка, контроль и траление фарватеров и минных полей; проводка отдельных кораблей и караванов за тралами; постановка минных полей и борьба с подводными лодками.
Тральщик "Груз" проекта 3 типа «Фугас» был заложен в Севастополе на Севастопольском морском заводе в марте 1934 года (заводской №69), спущен на воду 21 сентября 1935 года. Сдан 25 июля 1937 года, поднял флаг ВМФ 24 августа 1937 года.

## Конструкция и тактико-технические данные[1]
Базовые тральщики проекта 3 учли опыт строительства и службы тральщиков типа «Клюз» дореволюционной постройки, которые хорошо зарекомендовали себя при тралении. Новый проект имел более эффективное тральное вооружение и усиленную артиллерию. Дополнительно было установлено противолодочное вооружение (глубинные бомбы и бомбосбрасыватели), устройство для приёма и постановки мин. Вместо паровой машины мощностью 500 л. с. применены два дизеля общей мощностью 3000 л. с. Дальность плавания возросла с 400 до 3000 миль.
- Водоизмещение: 500 т.
- Размеры: длина — 62 м, ширина — 7,2 м, осадка — 2,2 м.
- Скорость полного хода: 18 узлов.
- Дальность плавания: 3000 миль (при скорости 16 узлов).
- Силовая установка: дизельные ДВС, 2х1500 л. с., 2 вала.
- Вооружение: 1х1 100-мм орудие Б-24, 1х1 45-мм орудие 21-К, 1 37-мм орудие, 3х1 12,7-мм пулемета, 20 бомб, 27 мин, 46 минных защитников, 1 трал Шульца, 1 параван-трал, 1 змейковый трал.
- Экипаж: 56 чел.

## История службы
25 июля 1939 года по общей классификации кораблю дан тактический номер "Т-403" ("БТЩ-403").
С 25 июля 1940 года тральщик использовался как опытный корабль по испытанию новых способов и систем минного дела. На 22 июня 1941 года находился в Феодосии в распоряжении Научно-исследовательского минно-торпедного института (НИМТИ) в качестве опытового судна, после начала Великой Отечественной войны вновь переклассифицирован в тральщик.
В начале Великой Отечественной войны участвовал в защите морских коммуникаций, обороне Одессы, Севастополя. 
16 январе 1942 года в ходе Керченско-Феодосийской десантной операции корабль получил приказ от командования Новороссийской ВМБ срочно следовать в Феодосию, снять с берега раненых и всех оставшихся в живых и доставить в Новороссийск. Тральщик достиг Феодосии и принял на борт всего четырех раненых десантников. На обратном пути море парило, а волнение не превышало двух баллов. Через плотную облачность иногда выглядывало солнце и слепило наблюдателей за воздухом. В 16.00 из облаков вывалились немецкие пикировщики. Корабль сманеврировал, и все бомбы легли далеко от него. В 17.00 появились четыре Ю-88 и рассредоточились по четырем направлениям. Одна бомба разорвалась в двух метрах от правого борта, взрыв пришелся между кормовым машинным отделением и кубриком № 2. Корабль осел кормой, кормовое машинное отделение затопило по ватерлинию. Кормовая часть продолжала погружаться в воду. 
Командир А. Кроль, помощник старший лейтенант Царевский, командир электромеханической БЧ инженер-лейтенант В. Соловьев и военком организовали борьбу за живучесть. Под руководством В. Соловьева и боцмана главстаршины Волабуева моряки начали стягивать стальными тросами надломленную кормовую оконечность с надстройкой шкафута. Тросы натянулись, как струны, но предотвратили отрыв кормы от корпуса. Старшина мотористов главстаршина Токарев и старшина электриков главстаршина Жуков смогли запустить один из дизель-генераторов. Командир отделения мотористов Гаришный после нескольких попыток запустил левый двигатель, тральщик получил ход. По пояс в ледяной воде в затопленном румпельном помещении командир отделения рулевых старшина 1 статьи Тертычный и рулевой старшина 2 статьи Полонский вручную перекладывали руль. Корабль, дав самый малый ход, взял курс на Новороссийск. Все силы были брошены на восстановление кормы. Личный состав кормового машинного отделения во главе с командиром правого главного двигателя и весь расчет кормового 45-мм орудия подкрепляли носовую водонепроницаемую переборку кубрика № 2 и пытались ликвидировать течи. Из коридора гребных валов откачивали фильтрационную воду. Начальник службы снабжения главстаршина Наливайко и его помощник Зиангиров разгружали кладовые и содержимое выбрасывали за борт. Командир БЧ-2-3 лейтенант Мартынов со своими артиллеристами и минерами выкидывал за борт свое кормовое имущество. В итоге не оторвалась. К утру 17 января Груз добрался до Новороссийска. 
24 января 1942 года тральщик подняли на берег. Нужно было найти запасные части на площадках Севастопольский морской завод №201. Ни одно предприятие в Новороссийске не могло изготовить нужные детали. Требовался один концевой гребной вал, один распределительный вал правого главного двигателя, газовыхлопной коллектор для правого двигателя, турбину «Бюли» и газовые уплотнения к ней, один якорь без якорь-цепи и другое оборудование. Следовало все найти и доставить в Новороссийск, тогда тральщик будет готов к 1 мая 1942 года. Почти все удалось разыскать и переправить в Новороссийск на тральщиках Т-401 «Трал» и Т-410 «Щит». Так коллективными усилиями был возвращен в строй находящийся, в безнадежном состоянии тральщик «Груз». 
19 июля 1942 года получил бортовой номер «12».
В феврале 1943 снабжал и доставлял пополнения на плацдарм "Малая земля" в районе Станички.

### Гибель
27 февраля 1943 года тральщик стоял на якоре на расстоянии 3,5 кабельтовых от берега в районе Мысхако, глубина 15 метров. На верхней палубе находилось 250-270 бойцов с оружием, боеприпасы и продовольствие. В 23 ч. 25 мин. корабль подвергся нападению со стороны немецких торпедных катеров. После попадания торпеды с немецкого торпедного катера (командир - капитан-лейтенант Христиансен, 1-я флотилия торпедных катеров, маневровая база - Керчь), возник крен до 30° на левый борт и дифферент на корму, началось поступление воды в кормовые помещения. Отдельные листы настила были задраны вверх. Листы при этом разошлись на 80-150 мм и были загнуты вверх. 37-мм автомат вместе с банкетом и фундаментом, 45-мм полуавтомат, тральная лебедка и кран взрывом сорваны с мест и выброшены за борт.
Для выравнивания возникшего крена командир корабля приказал находившимся на палубе бойцам перейти с грузом на правый борт. Это уменьшило крен до 15°. В кормовое машинное отделение поступала вода, которую откачивали эжектором. Для перевозки оставшихся на борту бойцов подошли десантный бот и шхуна. Когда основная часть бойцов сошла с правого борта, крен на левый борт начал быстро увеличиваться. Видя безвыходное положение, командир отдал приказ оставить корабль. В 23 ч. 40 м. с корабля был дан последний сигнал: "Немедленно выслать буксиры, тральщик тонет". Борьба за живучесть продолжалась еще 10 минут, после чего "Груз" опрокинулся на левый борт и затонул с креном на левый борт. Форштевень был виден из воды еще 20 минут.

## Командиры корабля
- старший лейтенант Ерошенко, Василий Николаевич (март-декабрь 1937)[4],
- старший лейтенант, капитан-лейтенант Кроль А. М. (1941-1943)[3].

## Память
Имя тральщика увековечено на "Мемориале героической обороны Севастополя 1941-1942 гг.", сооруженном на площади Нахимова в Севастополе в 1967 году.
В 1970-х годах обломки тральщика были обнаружены аквалангистами из Новороссийска. На поверхность подняли 37-мм зенитное орудие (находится на открытой площадке в районе Малой земли), а также большое количество боеприпасов и стрелкового оружия. Идентификацию тральщика "Груз" подтверждает найденная корабельная рында с надписью "Груз". Корпус судна полностью разрушен, на большой площади разбросаны фрагменты набора.
Найденное и поднятое 100-мм орудие Б-24 с затонувшего Т-403 «Груз» в 2017 году установили на набережной Адмирала Серебрякова около памятника «Неизвестному матросу» в Новороссийске. 